# Ochetostoma erythrogrammon
Ochetostoma erythrogrammon är en djurart som tillhör fylumet skedmaskar, och som beskrevs av Leuckart, F.S. och W.P.S. Rüppell 1828. Ochetostoma erythrogrammon ingår i släktet Ochetostoma och familjen Echiuridae. Inga underarter finns listade i Catalogue of Life.